# Hautblasenversuch
Der Hautblasenversuch (oder Blister-Versuch, Cantharidin-Test) ist eine experimentelle Methode zur Untersuchung der Verteilung eines Stoffes (Wirk- oder Arzneistoff) in der Interstitialflüssigkeit. Er dient in der Pharmakokinetik dazu, die Fähigkeit zur Gewebepenetration eines Stoffes bei Auftragen auf die Haut oder seine Konzentration im Interstitium zu bestimmen.
Beim Hautblasenversuch wird eine stark reizende Substanz (meist Cantharidin) auf die Haut aufgetragen, wodurch sich eine flüssigkeitsgefüllte Hautblase (engl. blister) bildet. In der Flüssigkeit (einem Exsudat) kann die Konzentration zum Beispiel eines verabreichten Arzneistoffes bestimmt werden.